# Duke of Ireland

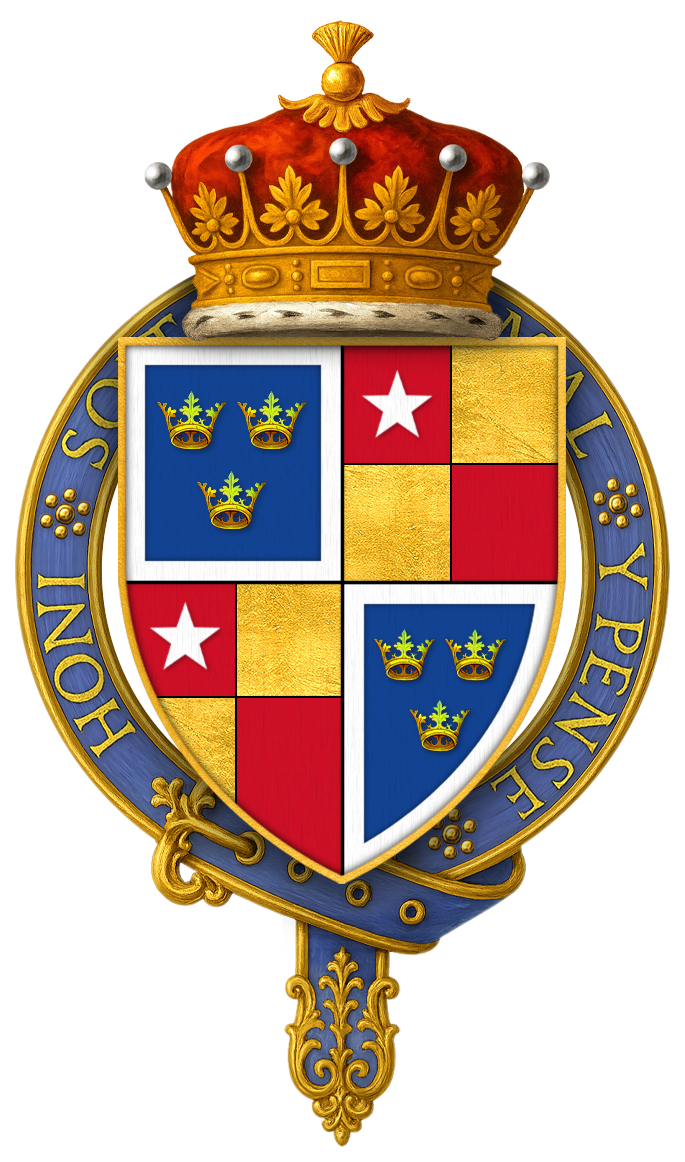
Wappen des Robert de Vere, ab 1386 ergänzt um die Felder mit je drei Kronen für die Lordschaft Irland

Duke of Ireland war ein auf Lebenszeit verliehener britischer Adelstitel in der Peerage of England.
Der Titel wurde am 13. Oktober 1386 von König Richard II. seinem engen Vertrauten Sir Robert de Vere verliehen. Dieser war bereits am 1. Dezember 1385 auf Lebenszeit zum Marquess of Dublin erhoben worden und hatte 1371 von seinem Vater den erblichen Titel 9. Earl of Oxford, sowie das Amt des Lord Great Chamberlain geerbt. Bei der Verleihung von 1385 handelte es sich um die erstmalige Schaffung des Titels Marquess auf den britischen Inseln. Anlässlich der Verleihung des Duketitels legte er den Marquesstitel wieder ab. Die Verleihung von 1386 war die erste Schaffung des Titels Duke, die nicht an einen engen Verwandten des Königs erfolgte. 1388 verlor der Duke die Gunst des Königs, er wurde ins Exil nach Frankreich geschickt, seine Ländereien wurden beschlagnahmt und sein Duketitel eingezogen.

## Duke of Ireland (Life Peerage, 1386)
- Robert de Vere, Duke of Ireland (1361–1392) (Titel 1388 verwirkt)